# 业务控制点
业务控制点（Service Control Point，简称SCP）是智能网（Intelligent Network，简称IN）电话系统的一个标准组件，用来进行业务控制。 今天，在电信行业中所部署的标准的SCP使用的是SS7、SIGTRAN或SIP技术。 SCP向业务数据点（Service Data Point，简称SDP）发起查询，后者拥有实际的数据库和目录。 SCP使用来自SDP的数据库来识别呼叫将被路由至的地理号码。这与用于路由800电话的机制是一样的。
SCP还可与一个智能外设（Intelligent Peripheral，简称IP）进行通信，以播放语音消息，或向用户提示信息，例如使用记账代码进行的预付费长途电话。 这样是通过实现像“#”这样的电话功能码来做到的，它可以被用于标志用户名或密码的输入结束，或者被用于呼叫转移。 这些都是通过使用智能网应用部分（Intelligent Network Application Part，简称INAP）来实现的。INAP是基于SS7协议栈中的“事务能力应用部分”（Transaction Capabilities Application Part，简称TCAP）之上的。TCAP是OSI分层细分中的顶层或第7层的一部分。
SCP既可以与SSP也可以与STP相连。这取决于网络服务提供商希望有怎样的网络架构。最常见的实现是使用STP。
将SCP和SDP分离已经成为业界的一个通行做法。在业界这通常被称为“分离式架构”。原因是运营商希望对这两个功能之间的依赖关系进行解耦，以方便升级或可能的更换其他的供应商。